# Ultrastructure

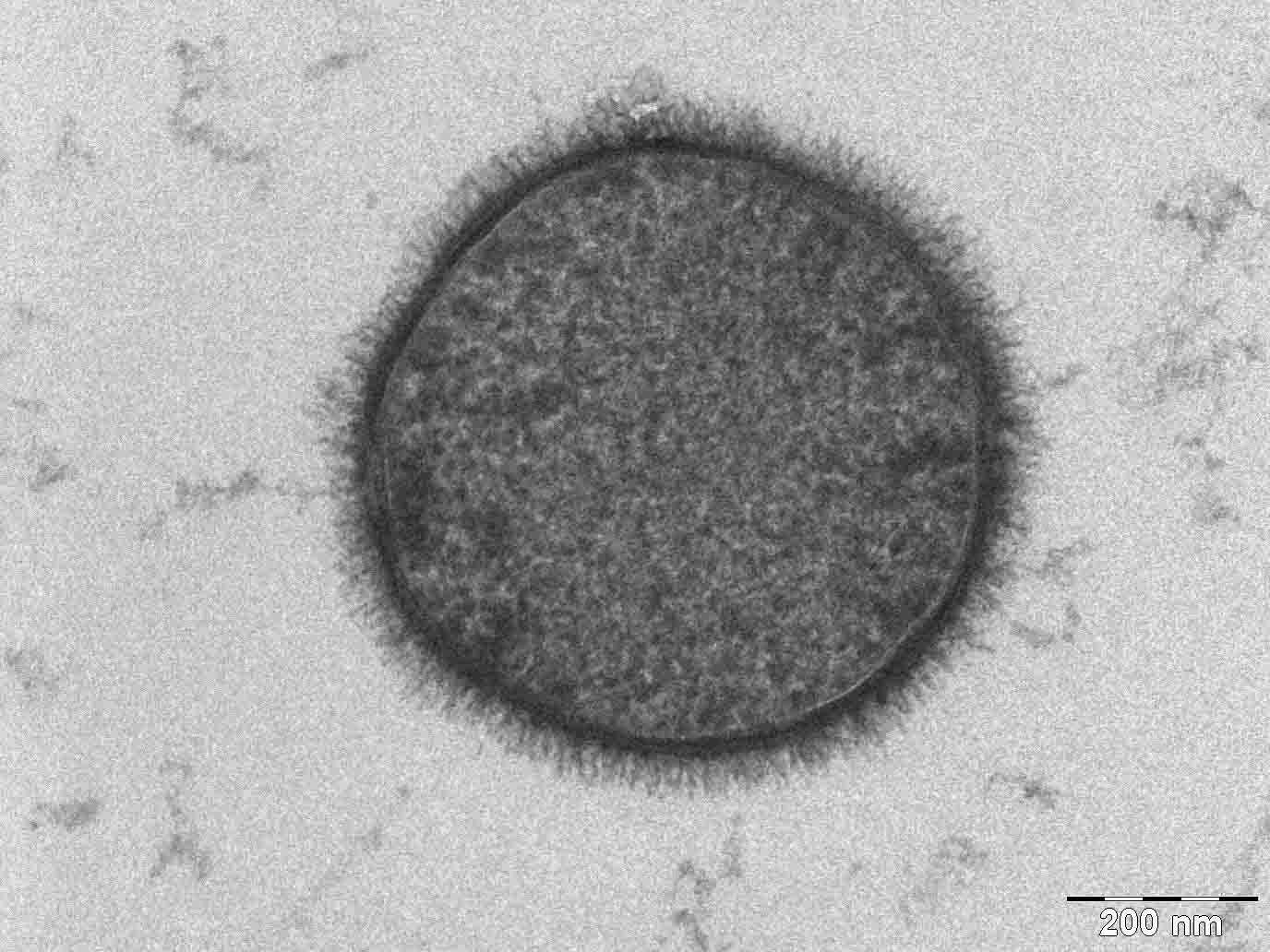
Un exemple d'ultrastructure avec la bactérie catalase-positive, Bacillus subtilis.

L'ultrastructure concerne un domaine de dimensions qui se situe entre le domaine atomique - moléculaire et le domaine accessible au microscope optique. Le microscope électronique est l'instrument de choix pour l'exploration de ce domaine aussi bien en biologie qu'en physique. L'ultrastructure de la plupart des constituants cellulaires est connue à l'heure actuelle. Des chercheurs, comme George Emil Palade, prix Nobel 1974, ont pu constater à quel point presque toutes les cellules eucaryotes reposent sur des ultrastructures uniformes ou semblables, comme les plus petites particules présentes dans le cytoplasme, appelées ribosomes.